# Azorella
Azorella es un género de cerca de 70 especies de plantas fanerógamas en la familia de las Apiáceas, nativas de Sudamérica, Nueva Zelanda e islas del océano Antártico.    Comprende 119 especies descritas y de estas, solo 29 aceptadas.

## Descripción
Son plantas achaparradas de baja velocidad de crecimiento, en alta montaña y en costas subantárticas; a edad avanzada forman matas redondeadas de  1 m de altura, aunque usualmente no alcanzan los 10 cm de alto. Varias especies se cultivan como planta ornamentales en jardines rocosos.

## Taxonomía
El género fue descrito por Jean-Baptiste Lamarck y publicado en Encyclopédie Méthodique, Botanique 1(1): 344. 1783. La especie tipo es: Azorella filamentosa

## Especies seleccionadas
A continuación se brinda un listado de las especies del género Azorella aceptadas hasta julio de 2012, ordenadas alfabéticamente. Para cada una se indica el nombre binomial seguido del autor, abreviado según las convenciones y usos, y el nombre común en su caso.
- Azorella ameghinoi Speg.
- Azorella aretioides (Kunth) Willd. ex DC.
- Azorella biloba (Schltdl.) Wedd.
- Azorella compacta Phil.
- Azorella corymbosa (Ruiz & Pav.) Pers.
- Azorella crassipes Phil.
- Azorella crenata (Ruiz & Pav.) Pers. - frutilla de monte[3]
- Azorella cryptantha (Clos) Reiche
- Azorella cuatrecasasii Mathias & Constance
- Azorella diapensioides A.Gray
- Azorella diversifolia Clos
- Azorella filamentosa Lam.
- Azorella fuegiana Speg.
- Azorella glacialis Phil.
- Azorella julianii Mathias & Constance
- Azorella lycopodioides Gaudich.
- Azorella macquariensis Orchard
- Azorella madreporica Clos
- Azorella monantha Clos
- Azorella monteroi S.Martínez & Constance
- Azorella multifida (Ruiz & Pav.) Pers.
- Azorella patagonica Speg.
- Azorella pectinata Phil.
- Azorella pedunculata (Spreng.) Mathias & Constance
- Azorella pulvinata Wedd.
- Azorella selago Hook.f.
- Azorella spinosa (Ruiz & Pav.) Pers.
- Azorella trifoliolata Clos
- Azorella trifurcata (Gaertn.) Pers.